# 100 phụ nữ quyến rũ nhất của FHM (Liên hiệp Anh)

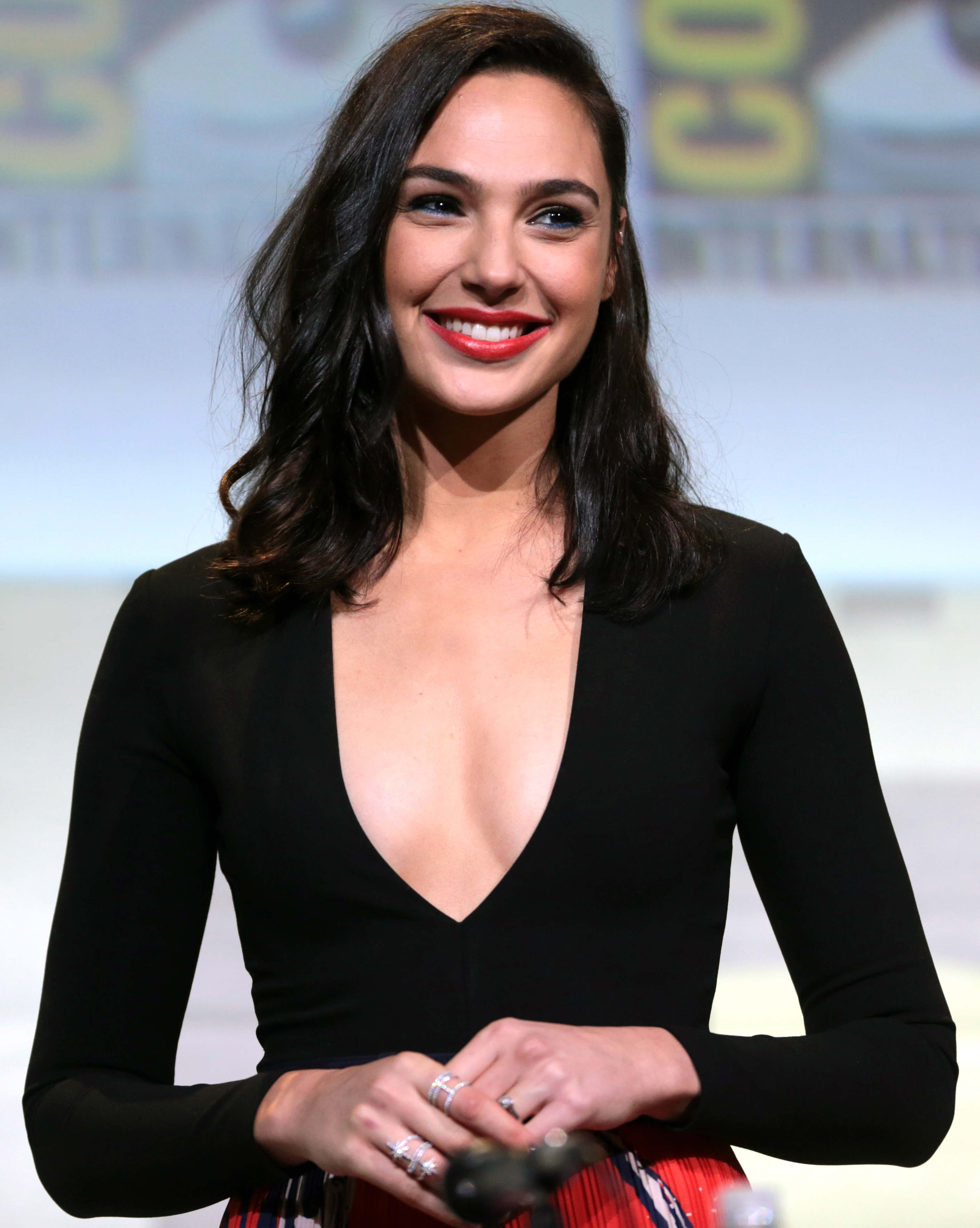
, nữ diễn viên người Israel Gal Gadot là quán quân gần nhất của bảng 100 phụ nữ quyến rũ nhất của FHM.

100 phụ nữ quyến rũ nhất của FHM (tiếng Anh: FHM's 100 Sexiest Women) là một danh sách thường niên do tạp chí lối sống nam giới của Anh FHM biên soạn, dựa trên những nhân vật nữ mà họ tin là "quyến rũ nhất". Tính đến  năm 2017, danh sách của từng năm được thông báo đầu tiên qua một chuyên mục trên trang web chính thức của FHM là FHM.com. Năm 1995, danh sách đầu tiên được đăng với sự tham gia bầu chọn của một hội đồng gồm 250 giám khảo. Quán quân đầu tiên là siêu mẫu người Đức Claudia Schiffer. Từ năm 1996 đến 2015, đối tượng tham gia bầu chọn được chuyển sang độc giả đại chúng. Có thời điểm, cuộc bầu chọn gây sức hút lớn nhất với hàng triệu lá phiếu bầu chọn mỗi năm. Quán quân những năm tiếp theo gồm ca sĩ người Anh Cheryl, diễn viên người Mỹ Halle Berry và Jennifer Lopez. Ở tuổi 36, Berry trở thành người phụ nữ lớn tuổi nhất đứng đầu danh sách, còn Lopez là người đầu tiên có nhiều hơn một lần giành ngôi quán quân. Tháng 1 năm 2016 - thời điểm mà FHM ngừng đăng danh sách ra bản in giấy, danh sách 100 người phụ nữ quyến rũ nhất dừng lại ở con số 21 lần biên soạn. Quán quân gần nhất của danh hiệu Người phụ nữ quyến rũ nhất là diễn viên người Israel Gal Gadot vào năm 2017.
Ngoài danh sách 100 phụ nữ quyến rũ nhất, FHM còn có hai lần đăng danh sách "Nàng độc thân đáng cưới nhất" ("Most Eligible Bachelorettes") vào các năm 2006 và 2007, nhằm tôn vinh những tiêu chí như "tài năng, giá trị ngôi sao và tiền mặt". Quán quân những danh sách này là lần lượt là diễn viên người Mỹ Mischa Barton và socialite người Mỹ Kimberly Stewart. Nhân kỷ niệm 10 và 20 năm ra đời danh sách 100 phụ nữ quyến rũ nhất, hai bảng xếp hạng đặc biệt lần lượt được biên soạn vào tháng 4 năm 2004 và tháng 5 năm 2014 nhằm ghi nhận những người phụ nữ quyến rũ nhất thời điểm ấy. Quán quân danh sách năm 2004 là ca sĩ người Anh Louise Redknapp (cô có mặt trong mọi danh sách 100 phụ nữ quyến rũ nhất kể từ năm 1996), còn quán quân bảng xếp hạng năm 2014 là ca sĩ Rachel Stevens (cô từng giành vị trí á quân - thứ hạng cao nhất của mình vào các năm 2001, 2002 và 2004).

## Lịch sử ra đời
Năm 1995, danh sách 100 phụ nữ quyến rũ nhất được đăng lần đầu với sự tham gia biên soạn độc quyền của một hội đồng gồm 250 giám khảo. Siêu mẫu người Đức Claudia Schiffer là quán quân đầu tiên của bảng xếp hạng. Cuộc bầu chọn năm tiếp theo là lần đầu tiên nhóm đối tượng tham gia được mở cho độc giả đại chúng. Tổng cộng 10.000 lá phiếu được bầu chọn, với diễn viên người Mỹ Gillian Anderson được công bố là quán quân vào tháng 9. Người phát ngôn của FHM miêu tả cô là "người phụ nữ hấp dẫn cả về mặt trí tuệ và sắc đẹp" ("thinking man's crumpet") và là "quán quân bất ngờ". Anderson đã tạo dáng bán khỏa thân trên bìa tạp chí vào đầu năm đó.

Cuộc bầu chọn "100 phụ nữ quyến rũ nhất" được khởi động nhờ trình chiếu hình ảnh Gail Porter khỏa thân cao 60 ft trước Cung điện Westminster.

Qua những năm tiếp theo, độ phổ biến của danh sách ngày một nhân rộng. Cuộc bầu chọn năm 1998 có sự tham gia bỏ phiếu của nửa triệu độc giả, ấn bản đi kèm cuộc bầu chọn được bày bán trong tình trạng niêm phong trong bìa nhựa. Martin Daubney (cựu biên tập chuyên mục của FHM) lưu ý rằng ban biên tập làm vậy để mang lại "cảm giác bí ẩn và dịp đặc biệt" cho ấn phẩm, để rồi ấn phẩm đã bán được 936.000 bản. Người phụ nữ trên trang bìa ấn phẩm (cover girl) là người dẫn truyền hình (MC) người Anh Cat Deeley (cô từng có mặt ở vị trí thứ bảy trong danh sách), còn quán quân danh sách năm ấy là người mẫu Playboy Jenny McCarthy. Năm 1999, các nhân viên quan hệ công chúng của FHM quảng bá cuộc bầu chọn bằng cách trình chiếu hình ảnh khỏa thân cao 60 foot (18 m) của MC người Anh Gail Porter ngay trước Cung điện Westminster. Phát ngôn viên của FHM bình luận: "Chúng tôi muốn tăng cơn sốt cho cuộc bầu chọn... Đây là một cách làm táo bạo để tăng sự quan tâm." Porter xếp thứ tám trong cuộc bầu chọn năm ấy, còn diễn viên người Mỹ Sarah Michelle Gellar nắm giữ vị trí đầu tiên.
Người đầu tiên có nhiều hơn một lần đứng đầu danh sách 100 phụ nữ quyến rũ nhất là ca sĩ người Jennifer Lopez - cô từng đứng ở vị trí đầu bảng vào các năm 2000 và 2001. Phát biểu về việc được ghi danh là người phụ nữ quyến rũ nhất thế giới năm thứ hai liên tiếp, Lopez cho biết cô "cực kỳ xúc động" và nói thêm: "Bất kỳ phụ nữ nào nói họ không thích được gọi là quyến rũ, thì tức là họ đang nói dối đấy." Năm 2002, danh sách thu hút hơn nửa triệu phiếu bầu chọn, năm ấy vận động viên quần vợt người Nga Anna Kournikova nắm giữ ngôi đầu. Năm tiếp theo có tới năm triệu lá phiếu được bầu chọn, khi diễn viên người Mỹ Halle Berry được ghi danh là người phụ nữ quyến rũ nhất thế giới. Ở tuổi 36, Berry là phụ nữ lớn tuổi nhất đứng đầu danh sách. Cô đáp: "Ôi, đúng là một danh hiệu thật hấp dẫn. Tôi không chắc mình có xứng đáng không, nhưng dù sao cũng cảm ơn các bạn nhé." Người phụ nữ Anh đầu tiên đứng đầu bảng danh sách là người mẫu Kelly Brook - cô được ghi danh là người phụ nữ quyến rũ nhất hành tinh vào năm 2005. Đó là cuộc bầu chọn thành công nhất thời điểm ấy. Tính đến  năm 2017, Brook đã có 10 lần góp mặt trong top 10 của danh sách 100 phụ nữ quyến rũ nhất của FHM, nhiều hơn bất kỳ thí sinh nào khác.
Danh sách năm 2011 được ghi nhận là năm đầu tiên đưa phụ nữ chuyển giới vào bảng danh sách. Người mẫu lưỡng tính Andrej Pejić được bầu chọn ở vị trí số 98 trong cuộc bầu chọn. FHM gây tranh cãi ở phần giới thiệu đi kèm tên thí sinh, họ ghi cảnh báo độc giả "hãy chuyển xô đựng nôn" và miêu tả Pejic là một "thứ". Sau khi vấp phải phản ứng dữ dội, FHM đã xóa đoạn viết khỏi trang web, nói chuyện trực tiếp với Pejić và đăng lời xin lỗi công khai, cho biết mục ghi thí sinh "chưa được biên tập trước khi đăng lên mạng". Năm 2015, cuộc bầu chọn 100 phụ nữ quyến rũ nhất cuối cùng do độc giả đại chúng bầu được đăng, trước khi FHM ngừng lưu hành vào tháng 1 vào năm 2016. Danh sách có sự xuất hiện thí sinh lớn tuổi nhất từ trước đến nay - cây viết ẩm thực 80 tuổi Mary Berry (cô xếp ở vị trí thứ 74), còn người phụ nữ quyến rũ nhất năm ấy là diễn viên người Anh Michelle Keegan. Trong bài phát biểu vào tháng 11 năm 2015 lúc mà FHM ngừng lưu hành bản in giấy, một phát ngôn viên phản ánh rằng cuộc bầu chọn là yếu tố làm cho tạp chí nổi tiếng nhất, và nó "giúp chắp cánh cho sự nghiệp của nhiều diễn viên, nhạc sĩ và người mẫu nổi tiếng". Những danh sách 100 phụ nữ quyến rũ nhất tiếp theo do chính các cây viết của FHM biên soạn, và được đăng trên trang FHM.com. Tính đến  tháng 12 năm 2017, quán quân gần nhất là diễn viên Gal Gadot.

## Quán quân 100 phụ nữ quyến rũ nhất
| Năm  | Quán quân                 | Top 10 | Chú thích |
| ---- | ------------------------- | --- | --------- |
| 1995 | Claudia Schiffer          | - Hạng hai: Uma Thurman - Hạng ba: Nastassja Kinski - Hạng tư: Elizabeth Hurley - Hạng năm: Michelle Pfeiffer - Hạng sáu: Tabatha Cash - Hạng bảy: Demi Moore - Hạng tám: Daryl Hannah - Hạng chín: Julie Christie - Hạng mười: Sherilyn Fenn           | [ 4 ]     |
| 1996 | Gillian Anderson          | - Hạng hai: Louise Nurding - Hạng ba: Cameron Diaz - Hạng tư: Teri Hatcher - Hạng năm: Sandra Bullock - Hạng sáu: Jennifer Aniston - Hạng bảy: Emmanuelle Béart - Hạng tám: Elizabeth Hurley - Hạng chín: Demi Moore - Hạng mười: Pamela Anderson       | [ 5 ]     |
| 1997 | Teri Hatcher              | - Hạng hai: Jennifer Aniston - Hạng ba: Gillian Anderson - Hạng tư: Louise Nurding - Hạng năm: Jenny McCarthy - Hạng sáu: Yasmine Bleeth - Hạng bảy: Cameron Diaz - Hạng tám: Geri Halliwell - Hạng chín: Courteney Cox - Hạng mười: Dannii Minogue     | [ 5 ]     |
| 1998 | Jenny McCarthy            | - Hạng hai: Denise van Outen - Hạng ba: Louise Nurding - Hạng tư: Jennifer Aniston - Hạng năm: Cameron Diaz - Hạng sáu: Carmen Electra - Hạng bảy: Cat Deeley - Hạng tám: Melanie Sykes - Hạng chín: Courteney Cox - Hạng mười: Gillian Anderson        | [ 9 ]     |
| 1999 | Sarah Michelle Gellar     | - Hạng hai: Louise Redknapp - Hạng ba: Kelly Brook - Hạng tư: Catherine Zeta-Jones - Hạng năm: Jenny McCarthy - Hạng sáu: Jennifer Aniston - Hạng bảy: Cameron Diaz - Hạng tám: Gail Porter - Hạng chín: Cat Deeley - Hạng mười: Melanie Sykes          | [ 10 ]    |
| 2000 | Jennifer Lopez            | - Hạng hai: Britney Spears - Hạng ba: Sarah Michelle Gellar - Hạng tư: Anna Kournikova - Hạng năm: Kelly Brook - Hạng sáu: Shania Twain - Hạng bảy: Cat Deeley - Hạng tám: Cameron Diaz - Hạng chín: Louise Redknapp - Hạng mười: Jennifer Aniston      | [ 10 ]    |
| 2001 | Jennifer Lopez            | - Hạng hai: Rachel Stevens - Hạng ba: Britney Spears - Hạng tư: Kelly Brook - Hạng năm: Denise Richards - Hạng sáu: Salma Hayek - Hạng bảy: Cat Deeley - Hạng tám: Charlize Theron - Hạng chín: Carmen Electra - Hạng mười: Alyson Hannigan             | [ 25 ]    |
| 2002 | Anna Kournikova           | - Hạng hai: Rachel Stevens - Hạng ba: Britney Spears - Hạng tư: Jennifer Lopez - Hạng năm: Kelly Brook - Hạng sáu: Kylie Minogue - Hạng bảy: Carmen Electra - Hạng tám: Holly Valance - Hạng chín: Shakira - Hạng mười: Kristin Kreuk                   | [ 12 ]    |
| 2003 | Halle Berry               | - Hạng hai: Holly Valance - Hạng ba: Britney Spears - Hạng tư: Rachel Stevens - Hạng năm: Carmen Electra - Hạng sáu: Jennifer Lopez - Hạng bảy: Jennifer Love Hewitt - Hạng tám: Anna Kournikova - Hạng chín: Kylie Minogue - Hạng mười: Jolene Blalock | [ 14 ]    |
| 2004 | Britney Spears            | - Hạng hai: Rachel Stevens - Hạng ba: Beyoncé Knowles - Hạng tư: Carmen Electra - Hạng năm: Holly Valance - Hạng sáu: Halle Berry - Hạng bảy: Jennifer Lopez - Hạng tám: Jordan - Hạng chín: Angelina Jolie - Hạng mười: Elisha Cuthbert                | [ 26 ]    |
| 2005 | Kelly Brook               | - Hạng hai: Cheryl Tweedy - Hạng ba: Angelina Jolie - Hạng tư: Michelle Ryan - Hạng năm: Elisha Cuthbert - Hạng sáu: Britney Spears - Hạng bảy: Abi Titmuss - Hạng tám: Sarah Harding - Hạng chín: Beyoncé Knowles - Hạng mười: Charlotte Church        | [ 16 ]    |
| 2006 | Keira Knightley           | - Hạng hai: Keeley Hazell - Hạng ba: Scarlett Johansson - Hạng tư: Angelina Jolie - Hạng năm: Kelly Brook - Hạng sáu: Cheryl Tweedy - Hạng bảy: Beyoncé Knowles - Hạng tám: Evangeline Lilly - Hạng chín: Jessica Alba - Hạng mười: Jessica Simpson     | [ 27 ]    |
| 2007 | Jessica Alba              | - Hạng hai: Keeley Hazell - Hạng ba: Eva Longoria - Hạng tư: Adriana Lima - Hạng năm: Scarlett Johansson - Hạng sáu: Hayden Panettiere - Hạng bảy: Cheryl Cole - Hạng tám: Angelina Jolie - Hạng chín: Emily Scott - Hạng mười: Elisha Cuthbert         | [ 28 ]    |
| 2008 | Megan Fox                 | - Hạng hai: Jessica Alba - Hạng ba: Keeley Hazell - Hạng tư: Elisha Cuthbert - Hạng năm: Hayden Panettiere - Hạng sáu: Scarlett Johansson - Hạng bảy: Cheryl Cole - Hạng tám: Hilary Duff - Hạng chín: Angelina Jolie - Hạng mười: Keira Knightley      | [ 29 ]    |
| 2009 | Cheryl Cole               | - Hạng hai: Megan Fox - Hạng ba: Jessica Alba - Hạng tư: Britney Spears - Hạng năm: Keeley Hazell - Hạng sáu: Adriana Lima - Hạng bảy: Elisha Cuthbert - Hạng tám: Kristin Kreuk - Hạng chín: Anna Friel - Hạng mười: Freida Pinto                      | [ 30 ]    |
| 2010 | Cheryl Cole               | - Hạng hai: Megan Fox - Hạng ba: Marisa Miller - Hạng tư: Frankie Sandford - Hạng năm: Keeley Hazell - Hạng sáu: Kristen Stewart - Hạng bảy: Kelly Brook - Hạng tám: Adriana Lima - Hạng chín: Jessica Alba - Hạng mười: Abbey Clancy                   | [ 31 ]    |
| 2011 | Rosie Huntington-Whiteley | - Hạng hai: Katy Perry - Hạng ba: Rihanna - Hạng tư: Megan Fox - Hạng năm: Olivia Wilde - Hạng sáu: Brooklyn Decker - Hạng bảy: Marisa Miller - Hạng tám: Kelly Brook - Hạng chín: Nicole Scherzinger - Hạng mười: Irina Shayk                          | [ 18 ]    |
| 2012 | Tulisa                    | - Hạng hai: Cheryl Cole - Hạng ba: Rihanna - Hạng tư: Rosie Jones - Hạng năm: Georgia Salpa - Hạng sáu: Katy Perry - Hạng bảy: Megan Fox - Hạng tám: Keeley Hazell - Hạng chín: Mila Kunis - Hạng mười: Emily Atack                                     | [ 32 ]    |
| 2013 | Mila Kunis                | - Hạng hai: Rihanna - Hạng ba: Helen Flanagan - Hạng tư: Michelle Keegan - Hạng năm: Kelly Brook - Hạng sáu: Kaley Cuoco - Hạng bảy: Pixie Lott - Hạng tám: Kate Upton - Hạng chín: Cheryl Cole - Hạng mười: Georgia Salpa                              | [ 33 ]    |
| 2014 | Jennifer Lawrence         | - Hạng hai: Michelle Keegan - Hạng ba: Rihanna - Hạng tư: Emily Ratajkowski - Hạng năm: Kaley Cuoco - Hạng sáu: Mila Kunis - Hạng bảy: Beyoncé - Hạng tám: Lucy Mecklenburgh - Hạng chín: Nicole Scherzinger - Hạng mười: Scarlett Johansson            | [ 34 ]    |
| 2015 | Michelle Keegan           | - Hạng hai: Kendall Jenner - Hạng ba: Jennifer Lawrence - Hạng tư: Kate Upton - Hạng năm: Caroline Flack - Hạng sáu: Ariana Grande - Hạng bảy: Margot Robbie - Hạng tám: Lucy Mecklenburgh - Hạng chín: Emilia Clarke - Hạng mười: Kelly Brook          | [ 21 ]    |
| 2016 | Margot Robbie             | - Hạng hai: Scarlett Johansson - Hạng ba: Emily Ratajkowski - Hạng tư: Beyoncé - Hạng năm: Jennifer Lawrence - Hạng sáu: Taylor Swift - Hạng bảy: Kendall Jenner - Hạng tám: Emilia Clarke - Hạng chín: Ciara - Hạng mười: Kim Kardashian               | [ 35 ]    |
| 2017 | Gal Gadot                 | - Hạng hai: Emilia Clarke - Hạng ba: Alexis Ren - Hạng tư: Margot Robbie - Hạng năm: Scarlett Johansson - Hạng sáu: Lais Ribeiro - Hạng bảy: Emily Ratajkowski - Hạng tám: Megan Fox - Hạng chín: Beyoncé - Hạng mười: Jennifer Lawrence                | [ 24 ]    |

## Nàng độc thân đáng cưới nhất
Ngoài danh sách 100 phụ nữ quyến rũ nhất, FHM còn có hai lần đăng danh sách "Nàng độc thân đáng cưới nhất" ("Most Eligible Bachelorettes") - tập hợp những người phụ nữ dựa trên việc "họ đáng được kết hôn" không, và đối tượng bầu chọn là độc giả của tạp chí. Không như danh sách 100 phụ nữ quyến rũ nhất, danh sách này cũng xét đến các tiêu chí như "tài năng, giá trị ngôi sao và tiền mặt" cũng như sức hấp dẫn tình dục trong khâu biên soạn. Ở những danh sách tương tự của FHM phiên bản Hoa Kỳ, những phụ nữ đứng đầu là người mẫu Lauren Bush và socialite Paris Hilton.
Danh sách năm 2006 có tham gia bầu chọn của hơn 3000 độc giả FHM, và được đăng vào tháng 3 năm ấy. Quán quân năm đó là diễn viên người Mỹ Mischa Barton. Phát biểu về kết quả bầu chọn, biên tập Ross Brown của FHM nhận định: "Danh sách hội tụ các tiêu chí của chúng tôi gồm nhiều tiêu chí hơn ngoài sức hấp dẫn tình dục, và độc giả của chúng tôi nhận ra một người có sức hấp dẫn khi thấy người đó." Một năm sau, danh sách Nàng độc thân đáng cưới nhất có quán quân là socialite người Mỹ Kimberly Stewart. Danh sách nhận được hơn 10.000 lá phiếu từ các độc giả của FHM, và có mặt trên ấn phẩm ra vào tháng 4 năm 2007. Một phát ngôn viên của FHM bình phẩm: "Kimberly Stewart sở hữu mọi tiêu chí mà bạn mong muốn ở một phụ nữ. Cô ấy giàu có, rất xinh đẹp, thích đi tiệc tùng và là con gái của một huyền thoại."
| Năm  | Quán quân        | Top 10 | Chú thích |
| ---- | ---------------- | --- | --------- |
| 2006 | Mischa Barton    | - Hạng hai: Naomi Watts - Hạng ba: Kate Moss - Hạng bốn: Joss Stone - Hạng năm: Zara Phillips - Hạng sáu: Elizabeth Jagger - Hạng bảy: Keira Knightley - Hạng tám: Rosamund Pike - Hạng chín: Tamara Ecclestone - Hạng mười: Mickey Sumner                          | [ 36 ]    |
| 2007 | Kimberly Stewart | - Hạng hai: Carmen Electra - Hạng ba: Vương tôn nữ Beatrice xứ York - Hạng bốn: Sarah Harding - Hạng năm: Scarlett Johansson - Hạng sáu: Lindsay Lohan - Hạng bảy: Maria Sharapova - Hạng tám: Paris Hilton - Hạng chín: Keeley Hazell - Hạng mười: Keira Knightley | [ 39 ]    |

## Danh sách kỷ niệm
FHM đã có hai lần biện soạn các danh sách đặc biệt nhân những dịp kỷ niệm của bảng xếp hạng 100 phụ nữ quyến rũ nhất. Tháng 5 năm 2004, nhân kỷ niệm 10 năm ra mắt ấn phẩm, FHM đăng một danh sách gồm 50 phụ nữ quyến rũ nhất của mười năm trước đó. Người đứng đầu danh sách là ca sĩ người Anh Louise Redknapp - cô có mặt trong mọi danh sách 100 phụ nữ quyến rũ nhất từ năm 1996. 10 năm sau, vào tháng 5 năm 2014, FHM đăng danh sách "Những phụ nữ quyến rũ nhất mọi thời đại" - được biên soạn nhờ sử dụng phép phân tích mới dựa trên các cuộc bầu chọn từ 20 năm trước. Quán quân là ca sĩ người Anh Rachel Stevens. Stevens góp mặt trong 11 danh sách tính đến thời điểm ấy, nhưng chưa bao giờ được dẫn đầu ở danh sách thường niên. Thay vào đó, cô đạt ngôi á quân vào các năm 2001, 2002 và 2004. Khi biết kết quả, cô bình phẩm: "Thắng giải thưởng này làm tôi hết sức ngạc nhiên... Thật tuyệt vời."
| Năm  | Quán quân       | Top 10 | Chú thích |
| ---- | --------------- | --- | --------- |
| 2004 | Louise Redknapp | - Hạng hai: Cameron Diaz - Hạng ba: Kylie Minogue - Hạng bốn: Pamela Anderson - Hạng năm: Carmen Electra - Hạng sáu: Kelly Brook - Hạng bảy: Jennifer Aniston - Hạng tám: Dannii Minogue - Hạng chín: Britney Spears - Hạng mười: Jordan | [ 40 ]    |

| Năm  | Quán quân      | Top 10 | Chú thích |
| ---- | -------------- | --- | --------- |
| 2014 | Rachel Stevens | - Hạng hai: Jennifer Lopez - Hạng ba: Kelly Brook - Hạng bốn: Britney Spears - Hạng năm: Cheryl Cole - Hạng sáu: Halle Berry - Hạng bảy: Jennifer Aniston - Hạng tám: Anna Kournikova - Hạng chín: Keeley Hazell - Hạng mười: Jenny McCarthy | [ 42 ]    |